# ブルテュール (航空機)
Br.960 ブルテュール
- 用途：対潜機
- 製造者：ブレゲー
- 初飛行：1951年8月3日
- 生産数：2機

ブレゲー Br.960 ブルテュール（Breguet Br.960 Vultur、コンドルの意）はフランスの試作艦上攻撃機。1951年8月3日初飛行。試作2機のみにとどまったが、その成果は後日ブレゲー アリゼ対潜機の開発に役立つこととなった。

## 設計と開発
ブルテュールは機首に「アームストロング・シドレー マンバ」ターボプロップエンジンを、尾部に「ロールス・ロイス ニーン」ターボジェットエンジンを装備した混合動力設計だった。低翼形式の主翼は前縁に後退角がつき、後縁は直線で、中央で折り畳むことができた。降着装置は前輪式で、主脚は翼の折り畳み箇所のすぐ内側にあって胴体側に引込み、前脚は後方に引込んだ。
ブルテュールの操縦士席と副操縦士席は枠付きのキャノピーの中に横に並んでいた。通常の搭載兵装は1トン爆弾1個と8発のロケット弾だった。右翼端にはポッドに収められたレーダーが装着され、左翼端には釣り合いを取るために燃料タンクが付けられた。また、胴体の下には大型の捜索レーダーを装着することもできた。
フランス海軍はやがてターボプロップ攻撃機への興味を失ったが、一方で新たな対潜兵器のプラットフォームを求めており、ブレゲーは2機目の試作機をそのデモ用に改造した。これは今日ブレゲー Br.965 エポーラール（Épaulard、シャチの意）として知られており、アリゼの前駆となるものであった。

## 要目（Br.960 試作2号機）
- 乗員： 2名
- 全長： 13.21 m
- 全幅： 16.54 m
- 全高： 5.16 m
- 翼面積： 36.5 m2
- 最大離陸重量： 9,780 kg
- エンジン：
  - ロールス・ロイス ニーン 103 ターボジェット（推力 5,000 lbf） × 1基
  - アームストロング・シドレー マンバ A.S.Ma.3ターボプロップ(1,320 shp) × 1基
- 最大速度： 895 km/h
- 武装： 爆弾およびロケット弾（外部搭載）